# Chaussée romaine de Trèves à Cologne

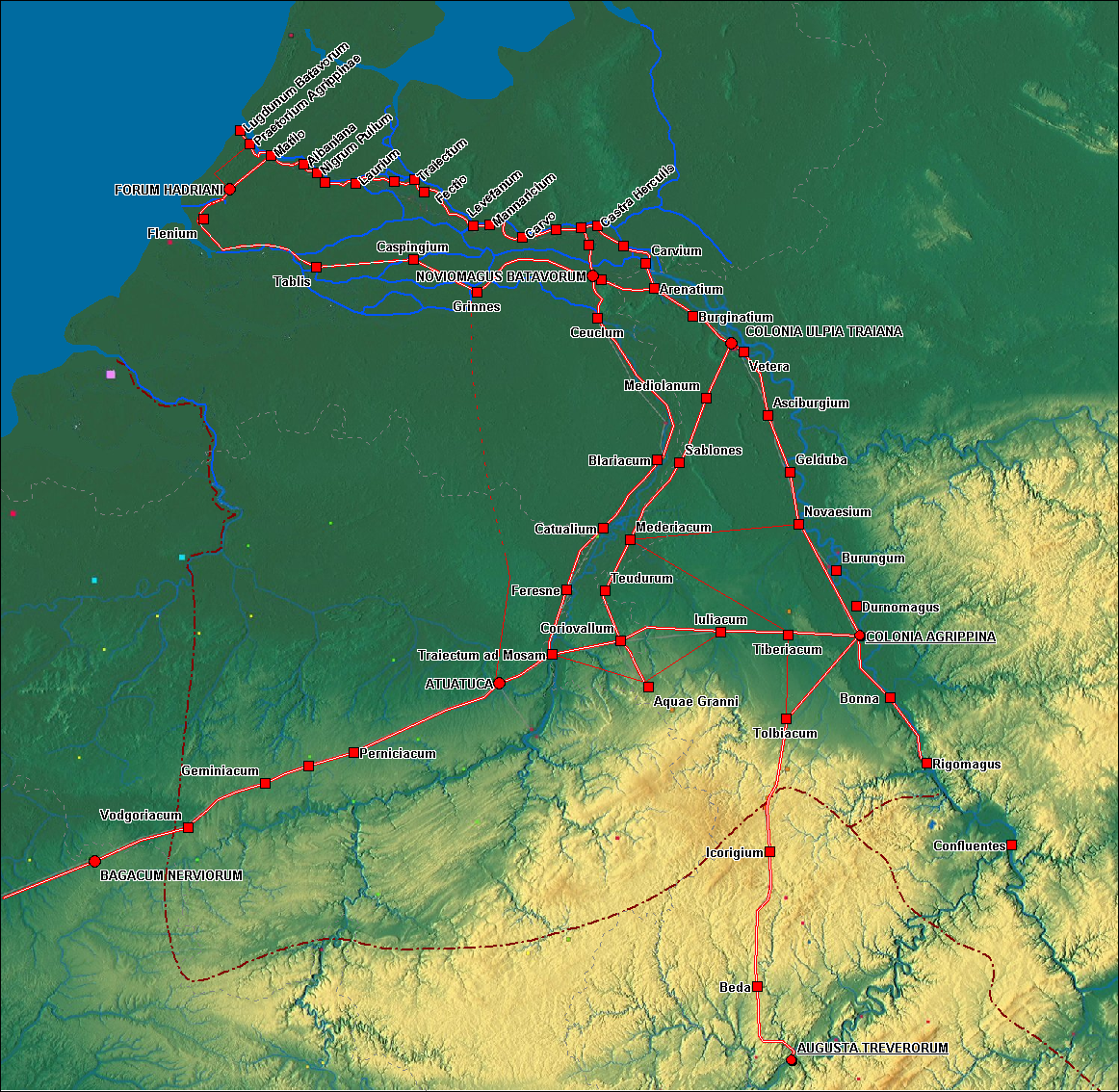
Chaussées romaines - Germanie inférieure

La chaussée de Trèves à Cologne est une voie romaine reliant Trèves, capitale des trévires (Augusta Treverorum), à Cologne, capitale des Ubiens et de la Germanie inférieure (Colonia Claudia Ara Agrippinensium). 
Environ 168 km soit 1 jour 11 heures à pied[réf. nécessaire]

## Trajet de Rurange
Le tracé de la voie romaine, l'Itinerarium Antonini est décrit avec sept étapes, dont la distance est indiquée en Leuga,.
| Table de Peutinger | Itinéraire d'Antonin   | Distances      | Distances | Distances | Distances          | Distances          | Distances          |
|                    |                        | Ville actuelle | altitude  |           | Entre chaque étape | Entre chaque étape | À partir de Trèves |
|                    |                        |                |           |           | Leuga              | Kilomètres         | Kilomètres         |
| ------------------ | ---------------------- | -------------- | --------- | --------- | ------------------ | ------------------ | ------------------ |
| Aug. Tresviror     | Augusta Treverorum     | Trèves         | 124       | +         |                    |                    | 0                  |
| Aug. Tresviror     | Augusta Treverorum     | Trèves         | 124       | +         | XII                | 27                 | 0                  |
| Beda               | Beda                   | Bitburg        | 320       | +         | XII                | 27                 | 27                 |
| Beda               | Beda                   | Bitburg        | 320       | +         | XII                | 27                 | 27                 |
| Ausava             | Ausava                 | Büdesheim      | 500       | +         | XII                | 27                 | 54                 |
| Ausava             | Ausava                 | Büdesheim      | 500       | +         | VII                | 16                 | 54                 |
| Icorigium          | Egorigio               | Jünkerath      | 430       | +         | VII                | 16                 | 70                 |
| Icorigium          | Egorigio               | Jünkerath      | 430       | +         | VIII               | 18                 | 70                 |
| Marcomagus         | Marcomago              | Marmagen       | ?         | +         | VIII               | 18                 | 88                 |
| Marcomagus         | Marcomago              | Marmagen       | ?         | +         | VIII               | 18                 | 88                 |
| -                  | Belgica                | Billig         | ?         | +         | VIII               | 18                 | -                  |
| -                  | Belgica                | Billig         | ?         | +         | XII                | 24                 | -                  |
| x.                 | Tolbiaco (Supenorum ?) | Zülpich        | 180       | +         | XII                | 24                 | 112                |
| x.                 | Tolbiaco (Supenorum ?) | Zülpich        | 180       | +         | XVI                | 35                 | 112                |
| Agripina           | Agrippina              | Cologne        | 118       | +         | XVI                | 35                 | 147                |
| Agripina           | Agrippina              | Cologne        | 118       | +         |                    |                    | 147                |

- Beda, Ausava et Icorigium relevait de Augusta Treverorum:
- Marcomagus, Belgica et Tolbiacum relevait de la civitas des Ubiens: Colonia Claudia Ara Agrippinensium ou CCAA

Pour des raisons techniques, il est temporairement impossible d'afficher le graphique qui aurait dû être présenté ici.

## La chaussée
La construction et la dimension du corps de la chaussée de la voie romaine de Trèves à Cologne, ne sont pas uniformes.
Dans l'Eifel, le corps de la chaussée est le plus souvent de 3 à 30 cm de haut, mélange de petite pierres couvertes de gravier et de sable. 
La dernière couche est composée de calcaire ou de grès de quartz blanc.  
De l'Eifel à Cologne les couches de pierre sont de 20 à 50 cm de haut.
En ville, la chaussée est pavée de dalles de pierre.

## Sa construction
La chaussée serait l'œuvre de Marcus Vipsanius Agrippa, gendre d'Auguste, en tant que préfet en Gaule qui construit Lugdunum (Lyon) 
Un indice de datation de sa construction nous est donné par le premier pont romain sur la Moselle à Trèves, dont la construction date de l'an 17 et 16 av. J.-C.

## Le trajet

### Augusta Treverorum

#### DeTrèvesàBitburg
- Römerbrücke
- Biewer
- Aach
- Windmühle
- Helenenberg
- Mielbruck

#### VicusetCastellumBeda

##### DeBitburgàBüdesheim
- Putzhöhe
- Balesfeld
- Neusstraburg
- Schartzberg
- Loch
- Hersdorf
- Büdesheim

#### VicusAusava

##### DeBüdesheimàJünkerath
- Oost (villa)

#### VicusIcorigium

##### DeJünkerathàMarmagen
- Dahlem, à Heidenkopf